# Мануель Санчіс Онтіюело
Мануель Санчіс Онтіюело (ісп. Manuel Sanchís Hontiyuelo, нар. 23 травня 1965, Мадрид) — іспанський футболіст, що грав на позиції захисника. Син відомого іспанського футболіста Мануеля Санчіса Мартінеса.
Насамперед відомий виступами за клуб «Реал Мадрид», а також національну збірну Іспанії.
Восимиразовий чемпіон Іспанії. П'ятиразовий володар Суперкубка Іспанії з футболу. Дворазовий володар Кубка Іспанії з футболу. Дворазовий володар Кубка УЄФА. Дворазовий переможець Ліги чемпіонів УЄФА. Володар Міжконтинентального кубка.

## Клубна кар'єра
Народився 23 травня 1965 року в місті Мадрид. Вихованець футбольної школи клубу «Реал Мадрид».
У дорослому футболі дебютував 1983 року виступами за команду клубу «Реал Мадрид Кастілья», в якій провів один сезон, взявши участь лише у -1 матчі чемпіонату.
1983 року перейшов до клубу «Реал Мадрид», за який відіграв 18 сезонів. Більшість часу, проведеного у складі мадридського «Реала», був основним гравцем захисту команди. За цей час вісім разів виборював титул чемпіона Іспанії, ставав володарем Суперкубка Іспанії з футболу (чотири рази), володарем Кубка УЄФА (двічі), переможцем Ліги чемпіонів УЄФА (двічі), володарем Міжконтинентального кубка. Завершив професійну кар'єру футболіста виступами за команду «Реал» Мадрид у 2001 році

## Виступи за збірні
Протягом 1984—1986 років залучався до складу молодіжної збірної Іспанії. На молодіжному рівні зіграв у 16 офіційних матчах.
1986 року дебютував в офіційних матчах у складі національної збірної Іспанії. Протягом кар'єри у національній команді, яка тривала 7 років, провів у формі головної команди країни 48 матчів, забивши 1 гол.
У складі збірної був учасником чемпіонату Європи 1988 року у ФРН, чемпіонату світу 1990 року в Італії.

## Титули і досягнення
- Чемпіон Іспанії (8):

«Реал Мадрид»: 1985–86, 1986–87, 1987–88, 1988–89, 1989–90, 1994–95, 1996–97, 2000–01
- Володар Суперкубка Іспанії (5):

«Реал Мадрид»: 1988, 1989, 1990, 1993, 1997
- Володар Кубка Іспанії (2):

«Реал Мадрид»: 1988–89, 1992–93
- Володар Кубка іспанської ліги (1):

«Реал Мадрид»:  1985
- Володар Кубка УЄФА (2):

«Реал Мадрид»: 1984–85, 1985–86
- Переможець Ліги чемпіонів УЄФА (2):

«Реал Мадрид»: 1997–98, 1999–00
- Володар Міжконтинентального кубка (1):

«Реал Мадрид»: 1998
- Чемпіон Європи (U-21): 1986